# Mănăstirea Himmerod
Mănăstirea Himmerod (în germană Kloster Himmerod) a fost întemeiată ca mănăstire cisterciană în anul 1134 de Bernard de Clairvaux și desființată în anul 2017. Clădirea este situată în regiunea munților Eifel, pe valea râului Salm, un afluent al Moselei, în apropriere de Trier, landul Renania-Palatinat, Germania.

## Istoric
După ce Albero von Montreuil a devenit arhiepiscop al Arhidiecezei de Trier, a cerut ca Bernard de Clairvaux să întemeieze o mănăstire cisterciană. Himmerod a fost a 14-a mănăstire cisterciană și prima mănăstire din Germania întemeiată de Bernard de Clairvaux.
Mănăstirea a dobândit o oarecare faimă în anul 1950, după ce cancelarul Konrad Adenauer a invitat la mănăstire mai mulți foști înalți ofițeri din Wehrmacht, unde au adoptat Memorandumul de la Himmerod, care prevedea reînarmarea Germaniei.

## Stareți
- Hermann al II-lea, 1196
- Matthias Glabus, 1631–1647
- Johann Post, 1654–1685
- Robert Bootz, 1685–1730
- Leopold Kamp, 1731–1750
- Karl Münz, 1925–1936
- Vitus Recke, 1937–1959
- Maurus Schmidt, 1959–1971
- Ambrosius Schneider, 1971–1991
- Bruno Fromme, 1991-2017

### Literatură științifică
- Ambrosius Schneider, Himmerod 1922 – 1972, Selbstverlag der Abtei Himmerod 1972
- Ambrosius Schneider, Die Cistercienserabtei Himmerod von der Renaissance bis zur Aufklärung 1511 – 1802, Wienand Verlag Köln 1976 ISBN: 3-87909-068-8
- Ambrosius Schneider, Himmerod Geschichte und Sendung, Selbstverlag Abtei Himmerod, Vierte Auflage 1991
- Schnell Kunstführer Nr. 1067, Verlag Schnell & Steiner GmbH, Regensburg 2001. ISBN: 3-7954-4796-8

### Beletristică
- Rainer M. Schröder: Taina călugărilor în alb. Arena, 2002. ISBN: 3-401-02150-8 (roman istoric)